# Хуан Нуньес III де Лара
Хуан III Нуньес де Лара и де ла Серда (при рождении — Хуан де ла Серда и Нуньес де Лара) (исп. Juan Núñez III de Lara; 1313 — 28 ноября 1350, Бургос) — сеньор де Лара и Бискайя, сын Фердинанда де ла Серда (1275—1322) и Хуаны Нуньес де Лара Маленькой Голубки. Несмотря на принадлежность к дому де Ла Серда и стремление к кастильско-леонскому престолу во времена правления королей Кастилии Санчо IV, Фердинанда IV и Альфонсо XI, он носил фамилию своей матери, которая соответствовала имени его сеньории.
Он был сеньором Бискайи благодаря своему браку с Марией Диас де Аро II (1318/1320 — 1348), дочерью Дона Хуана де Аро (? — 1326). Он также был сеньором де Вильяфранка, Оропеса, Торрелобатон, Лерма, Паредес-де-Нава, Кастроверде и Агилар. Королевский знаменосец и майордом короля Кастилии Альфонсо XI. Он был правнуком Альфонсо X мудрого, короля Кастилии и Леона, и Людовика IX, короля Франции.

## Происхождение семьи
Единственный сын Фердинанда де ла Серда (1275—1322) и Хуаны Нуньес де Лара Маленькой Голубки (1286—1351). По отцовской лини он был внуком инфанта Фердинанда де ла Серды (1255—1275), старшего сына короля Кастилии Альфонсо X Мудрого, и Бланки Французской (1253—1323), дочери короля Франции Людовика IX Святого и Маргариты Прованской. По материнской линии — внук кастильского магната Хуана Нуньеса де Лара (? — 1294), сеньора де Лерма, и Терезы Диас II де Аро, дочери Диего Лопеса III де Аро, сеньора Бискайи (1236—1254).

## Наследование
После смерти а 1315 году его дяди Хуана Нуньеса де Лара Младшего (ок. 1276—1315) он стал главой дома де Лара (1315—1350), хотя его дядя, покойный сеньор де Лара, распорядился в своем завещании, чтобы все его имущество было продано, а вырученные от его продажи средства должны были пойти на молитвы за упокой его души. Однако дворяне Кастилии, не желая оставаться без господина, попросили короля назначить Хуана Нуньеса де Лара, несмотря на его юный возраст, главой дома Лары. Король согласился, и дворяне собрали сумму денег, которая включала землю, замки и виллы для Лары. В 1326 году его подпись появляется на некоторых пограничных привилегиях. Через год после смерти Хуана де Аро, Хуан Нуньес де Лара был назван знаменосцем короля (1328), и как таковой оказывается подтвержденным в своих привилегиях с того года, занимая первое место среди кастильской знати.
В 1329 году Дон Хуан Мануэль, 1-й герцог де Вильена, поссорился с королем Кастилии Альфонсо XI, потому что король заключил в тюрьму свою жену Констансу, которая была дочерью Хуана Мануэля. Поэтому Дон Хуан Мануэль предложил, чтобы сеньор де Лара женился на Марии II Диас де Аро. После одобрения брака матерью Марии Хуан Мануэль пообещал воевать с королем Кастилии Альфонсо XI до тех пор, пока отец Марии, Хуан де Аро, не вернет имение вместе с сеньорией Бискайя. Заключив соглашение, Хуан Нуньес де Лара и Хуан Мануэль отправились в город Байонна, где Мария Диас де Аро находилась после убийства её отца, опасаясь репрессий со стороны короля Альфонсо XI Справедливого. В 1331 году в городе Байонна Хуан Нуньес де Лара женился на Марии Диас де Аро.
Вскоре после этого Хуан Мануэль устроил брак своей дочери Констанс с принцем Педру Португальским (1320—1367), сыном короля Португалии Афонсу IV. Таким образом, Хуан Мануэль получил поддержку короля Португалии, который был в союзе с королем Кастилии Альфонсо XI, вскоре к которому присоединился султан Гранады. Соглашения, заключенные между султаном Гранады и Хуаном Мануэлем, зафиксировав в пакте о взаимопомощи, что Хуан Мануэль был поддержан Хуаном Нуньесом де Ларой, с целью заставить кастильского короля Альфонсо XI вернуть имущество его жены, которое было конфисковано.

## Восстания против Альфонсо XI

Герб Хуаны Нуньес де Лары, матери Хуана Нуньеса III.

В 1332 году, когда Альфонсо XI был коронован и учрежден Орден де ла Банда в королевстве Кастилия и Леон Хуан Нуньес де Лара и Хуан Мануэль, показывая свое несогласие с королем, не присутствовали на церемониях. В это время и Хуан Мануэль, герцог де Вильена, и Хуан Нуньес де Лара укрепили свои позиции и попытались отстранить от власти слуг короля и членов его дома, таких как Хуан Мартинес де Лейва, который оставил свой пост камергера при дворе и перешел на пост главного управляющего Хуана Нуньеса де Лара, несмотря на просьбы Альфонсо XI. Вскоре после этого Хуан Мануэль и Хуан Нуньес де Лара начали открыто воевать против короля Альфонсо XI. Дон Хуан Мануэль укрепился в своем замке Пеньяфьель, а Хуан Нуньес де Лара засел в городе Лерма. Король, находившийся в городе Бургос, переехал в город Вальядолид. Спустя короткое время Альфонсо XI захватил замок Авиа, который был занят сторонниками мятежных баронов.
В 1333 году мусульмане осадили город Гибралтар. Кастильский монарх Альфонсо IX, который в то время сражался против двух мятежных дворян, послал магистров военных орденов освободить Гибралтар, в то время как он оставался в Кастилии, ведя переговоры с Доном Хуаном Мануэлем и Хуан Нуньес де Лара, чтобы достичь мира. Вскоре после этого король обратился за помощью к Хуану Мануэлу и Хуану Нуньесу де Лара, чтобы спасти город Гибралтар. Дон Хуан Мануэль сообщил королю, что если ему нужна его помощь, то он должен дать ему титул герцога, позволить ему решить, кто унаследует его имущество после его смерти, и разрешить чеканить монеты в его собственных владениях. Со своей стороны, Хуан Нуньес де Лара попросил короля вернуть ему титул сеньора Бискайи и все виллы, поместья и замки, принадлежавшие отцу его супруги, Хуану де Аро. Альфонсо XI отложил ответ на такие требования и вскоре после этого отправился на встречу с Хуаном Мануэлем в Пеньяфьель. Несмотря на первоначальную добрую волю, окончательного соглашения между мятежным дворянином и королем Кастилии достигнуто не было. Тем временем, войска Хуана Нуньеса де Лара опустошили район Тьерра-де-Кампос. Король, получив информацию о серьёзности ситуации в осажденном Гибралтаре, настоял, чтобы Хуан Нуньес де Лара и Дон Хуан Мануэль сопровождали его. Тем временем Гибралтар капитулировал перед мусульманами, а Альфонсо XI начал его осаждать, но вынужден был снять осаду до прибытия войск из Гранады и Альхесираса. Вскоре после этого Хуан Альфонсо де Аро, который был в ссоре с королем, встал на сторону Дона Хуана Мануэля и Хуана Нуньеса де Лара в их общей борьбе против Альфонсо XI.
Во время Великого поста 1334 года оруженосец Хуана Нуньеса де Лара передал королю Альфонсо XI письмо, в котором тот сообщал королю, что прекращает свои вассальные отношения с ним. Разгневанный король приказал отрубить ноги и руки несущему послание, который позже был обезглавлен. Тогда король решил напасть на Хуана Нуньеса де Лару, который осаждал город Куэнка-де-Кампос. Король, захватив города Мельгар и Моралес, двинулся на Вальядолид для того, чтобы собрать больше войск. Вскоре после этого он устроил серию засад против Хуана Нуньеса де Лара, которому удалось бежать. Затем Альфонсо XI решил захватить крепости Бискайи, которые все ещё были верны Марии Диас де Аро II, жене Хуана Нуньеса де Лара. Затем король осадил крепости Вильяфранка-Монтес-де-Ока и Бустос, захватил Пеньявентосу и приказал её разрушить. Альфонсо XI, оставив часть своих войск для осады Пенья-де-Сан-Хуан, вернулся в Кастилию, где в городе Агонсильо приказал казнить Хуана Альфонсо де Аро за злоупотребления, совершенные им в королевстве, за поддержку мятежных баронов и за присвоение средств, принадлежащих короне. После казни король Альфонсо XI осадил город Эррера, где находился Хуан Нуньес де Лара. В то же время как король приказал Родриго Альваресу де Лас Астуриасу отправиться в город Торрелобатон, где находился Хуан Нуньес де Лара. Попав окружение и не получив помощи от своего союзника, Дона Хуана Мануэля, Хуан Нуньес де Лара решил заключить мир с королем. Чтобы прекратить споры, кастильский король Альфонсо XI утвердил сеньорию Бискайя за Хуаном Нуньесом де Лара. Хуан Нуньес де Лара согласился в будущем признать Альфонсо XI своим королем и дать ему все, что он требовал. Вскоре после этого Хуан Мануэль также заключил мир с Альфонсо XI.

## Альфонсо XI осаждает Хуана Нуньеса
В июне 1336 года король Кастилии Альфонсо XI осадил город Лерма, где находился Хуан Нуньес де Лара. Тем временем другие войска осаждали города Торрелобатон, Бусто и Вильяфранку. Альфонсо XI также послал отряды Ордена Сантьяго и Ордена Калатравы осаждать замок Гарсимуньос, где находился Дон Хуан Мануэль. Торрелобатон вскоре капитулировал перед королевской армией, и Альфонсо XI поставил условие, что он никогда не вернется под власть Хуана Нуньеса де Лара.
Хуан Нуньес де Лара, оказавшись в окружении и не имея возможности получить помощь, согласился вести переговоры о мире с Альфонсо XI. Было решено, что Хуан Нуньес де Лара и его сторонники сохранят все свои владения, что укрепления Лермы, Бусто, Виллафранка будут разрушены, и что де Лара не сможет укрепить какие-либо города без согласия короля. Кроме того, чтобы предотвратить дальнейшие прегрешения Хуана Нуньеса, он отдаст заложников Альфонсо XI. Согласившись на условия между ними, Альфонсо XI назначил Хуана Нуньеса де Лара, знаменосцем короны и передал ему также города Сигалес, Вильялон-де-Кампос и Моралес-де-Кампос.
В 1339 году послы короля Арагона Педро IV доложили королю Кастилии Альфонсо XI, что они готовы помочь в борьбе с мусульманами на юге Иберийского полуострова. В том же году Хуан Нуньес де Лара был посвящен в рыцари Альфонсо XI в Севилье. В 1339 году Альфонсо XI вторгся в удерживаемые мусульманами графства Антекера и Ронда, к которым присоединились Хуан Нуньес де Лара, Хуан Мануэль, принц Вильены, и Альфонсо Мелендес де Гусман.
Султан Марокко Абу-ль-Хасан Али I вторгся в Испанию в 1340 году, а после морского сражения разгромил армию Альфонсо XI и окружил город Тарифа. Альфонсо XI обратился за помощью к королям Арагона и Португалии, встретившись с Афонсу IV Португальским в городе Севилье. В битве при Рио-Саладо Хуан Нуньес де Лара отличился в бою, сражался рядом с Хуаном Мануэлем, принцем Вильены, магистром ордена Сантьяго и другими дворянами в авангарде. В 1341 году кастильский король Альфонсо XI завоевал город Алькала-ла-Реаль. В это время магнат Хуан Нуньес де Лара был заместителем короля.

## Осада Альхесираса
Во время осады Альхесираса (1342—1344) король Кастилии Альфонсо XI окружил город Альхесирас, находившийся в руках мусульман. В осаде участвовали Хуан Нуньес де Лара, Хуан Мануэль, Педро Фернандес де Кастро, Хуан Альфонсо де ла Серда, сеньор де Хибралеон, рыцари из Франции, Англии и Германии и даже король Филипп III Наваррский, король-консорт Наварры, который прибыл в сопровождении 100 всадников и 300 пехотинцев. В июне 1342 года Педро Фернандес де Кастро, сеньор де Лемос и Саррия, умер от эпидемии. Альфонсо XI разделил между Доном Хуаном Мануэлем, Хуаном Нуньесом де Ларой и Фернандо Руис де Кастро, все имущество, которое принадлежало его покойному отцу. В марте 1344 года, после почти двух лет осады, город Альхесирас капитулировал.
В 1349 году, проведя несколько лет в отставке, Хуан Нуньес де Лара был вызван королем Альфонсо XI вместе с другими дворянами, чтобы они могли помочь в осаде Гибралтара. Альфонсо XI отправился в Андалузию и держал Гибралтар в осаде до 1350 года. Кастильская знать, в том числе Хуан Нуньес де Лара, обратилась к монарху с просьбой снять осаду, потому что он рискует жизнью, если будет упорствовать в компании. Несмотря на мольбы Хуана Нуньеса, Фернандо Мануэля, сеньора де Вильена и сына покойного Дона Хуана Мануэля, а также Хуана Альфонсо де Альбуркерке король Альфонсо XI упорно пытался захватить Гибралтар, пока не скончался в марте 1350 года. После смерти Альфонсо XI королем был провозглашен его старший сын Педро. Хуан Нуньес де Лара, Фердинанд, принц Астурии, и другие дворяне сняли осаду Гибралтара и отвезли тело Альфонсо XI в город Севилью, где он был похоронен в королевской часовне. По завершении собственно похорон Альфонсо XI, король Кастилии Педро I утвердил Хуана Нуньеса де Лара в должности знаменосца короля и главного майордома.
28 ноября 1350 года Хуан Нуньес де Лара внезапно и таинственно скончался в городе Бургос. Его сторонники заподозрили отравление.
После его смерти тело Хуана Нуньеса де Лара было похоронено в монастыре Сан-Пабло-Де-Бургос доминиканцами, которые были тесно связаны с его семьей. В гробнице покоились останки Хуана Нуньеса де Лара, а также его родителей и деда по материнской линии.

## Брак и потомство
В 1331 году Хуан Нуньес де Лара женился на Марии Диас II де Аро (1318/1320 — 1348), сеньоре де Бискайя (1326—1348) , дочери Хуана де Аро, сеньора Бискайи, и Изабеллы Португальской. У них были дети:
- Хуана де Лара (1335 — убита в 1359 году), сеньора Лара и Бискайи (1352—1359). Она вышла в 1353 году замуж за инфанта Тельо Кастильского (1337—1370), внебрачного сына короля Альфонсо XI Кастильского, убитого в Севилье, в возрасте 24 лет во время Гражданской войны между его братьями Педро I Жестоким и Генрихом II Трастмара.
- Лопе Диас де Аро (1336—1343), сеньор Бискайи, умер в возрасте 7 лет.
- Изабель де Лара (1340 — отравлена в 1361 году), сеньора де Лара и Бискайя (1359—1361). Она унаследовала от своей сестры титул сеньоры де Бискайя. Она вышла в 1354 году замуж за принца Хуана де Арагона (1330—1358), сына Альфонсо IV Милостивого, короля Арагона.
- Нуньо Диас де Аро (1348—1352), сеньор де Лара и Бискайя. Наследник своего отца, но умер в возрасте 4 лет, в 1352 году.

От связи с сеньорой Майор Легисамон у Хуана Нуньеса де Лары был внебрачный сын:
- Педро де Лара (1348—1384), граф де Майорга, женившийся на Беатрис де Кастро, дочери Альваро Пиреса де Кастро и Марии Понсе де Леон, внучке Педро Фернандеса де Кастро.